# Equipo de investigación
Equipo de investigación es un programa de televisión español en el que se dan a conocer detalles sobre casos de actualidad.

## Historia
Presentado desde sus orígenes por Glòria Serra, se emitió entre el 31 de enero de 2011 y el 21 de diciembre de 2012 en Antena 3 en horario de late night, exceptuando programas especiales de tema de mayor actualidad que eran emitidos en prime time.
Desde el 11 de enero de 2013 pasó a La Sexta en la franja del prime time con una duración de 60 minutos aproximadamente.

## Temporadas y programas
| Temporada | Temporada | Canal    | Programas | Estreno                  | Final                   | Audiencia media | Audiencia media |
| Temporada | Temporada | Canal    | Programas | Estreno                  | Final                   | Espectadores    | Cuota           |
| --------- | --------- | -------- | --------- | ------------------------ | ----------------------- | --------------- | --------------- |
|           | 1         | Antena 3 | 24        | 31 de enero de 2011      | 15 de agosto de 2011    | 1 252 000       | 12,0%           |
|           | 2         | Antena 3 | 44        | 5 de septiembre de 2011  | 6 de julio de 2012      | 1 042 000       | 11,1%           |
|           | 3         | Antena 3 | 13        | 14 de septiembre de 2012 | 13 de diciembre de 2012 | 1 066 000       | 10,5%           |
|           | 4         | La Sexta | 24        | 11 de enero de 2013      | 5 de julio de 2013      | 1 256 000       | 7,0%            |
|           | 5         | La Sexta | 36        | 13 de septiembre de 2013 | 18 de julio de 2014     | 1 294 000       | 7,3%            |
|           | 6         | La Sexta | 37        | 19 de septiembre de 2014 | 26 de junio de 2015     | 1 413 000       | 7,4%            |
|           | 7         | La Sexta | 38        | 11 de septiembre de 2015 | 24 de junio de 2016     | 1 177 000       | 6,9%            |
|           | 8         | La Sexta | 37        | 9 de septiembre de 2016  | 23 de junio de 2017     | 1 018 000       | 6,1%            |
|           | 9         | La Sexta | 33        | 8 de septiembre de 2017  | 22 de junio de 2018     | 1 084 000       | 6,7%            |
|           | 10        | La Sexta | 38        | 14 de septiembre de 2018 | 5 de julio de 2019      | 1 025 000       | 6,7%            |
|           | 11        | La Sexta | 24        | 13 de septiembre de 2019 | 20 de marzo de 2020     | 932 000         | 6,3%            |
|           | 12        | La Sexta | 39        | 11 de septiembre de 2020 | 18 de junio de 2021     | 904 000         | 5,7%            |
|           | 13        | La Sexta | 35        | 17 de septiembre de 2021 | 24 de junio de 2022     | 700 000         | 5,4%            |
|           | 14        | La Sexta | 39        | 16 de septiembre de 2022 | 30 de junio de 2023     | 673 000         | 5,4%            |
|           | 15        | La Sexta | 38        | 15 de septiembre de 2023 | 28 de junio de 2024     | 628 000         | 5,5%            |
|           | 16        | La Sexta | 36        | 13 de septiembre de 2024 | 29 de junio de 2025     | 654 000         | 6,1%            |
| Total     | Total     | Total    |           | 31 de enero de 2011      |                         |                 |                 |

## Polémicas
El programa ha sido denunciado en varias ocasiones por personas que, por sus presuntas irregularidades y delitos, aparecen en sus reportajes. Tanto la productora como su presentadora han sido acusadas de vulnerar el derecho al honor de estas personas. La mayoría de las acusaciones han sido desestimadas por los tribunales y solo en  dos ocasiones el programa ha sido condenado. 
Ha sido criticado tildado de sensacionalista por otros medios de comunicación, y de partidos políticos como Izquierda Unida o Ciudadanos.

### La denuncia de Carles Tamayo a IM Academy
El periodista de investigación Carles Tamayo denunció en 2022 que Equipo de investigación emitió un reportaje que fue publicitado en Twitter del siguiente modo: Equipo de Investigación destapa la opacidad de supuesta academia de inversiones en criptomonedas IM Academy. Carles Tamayo había realizado previamente una investigación de más de un año sobre esta academia, y reunió el testimonio de más de 1.000 víctimas de la IM, lo que desembocó en una denuncia colectiva contra ella.
Según dice Tamayo en sus redes sociales, el programa se puso en contacto con él para pedirle información, que les facilitó, aunque el programa no le citó como fuente en ningún momento. El programa no llegó a utilizar ninguna de las informaciones facilitadas por Tamayo y basó su reportaje en la investigación policial llevada a cabo por la Policía Nacional.

### David Bravo
El abogado experto en propiedad intelectual y derecho informático David Bravo, también denunció el trato que el programa le dio a él y a uno de sus defendidos, al que calificaron de pirata por administrar una web de enlaces; el programa se preguntaba cuánto dinero hacía con dicha web, a pesar de que su actividad no era delictiva, ya que fue absuelta por la vía penal y civil. También critica el sensacionalismo del programa, en el que los reporteros llegaron a ir en avioneta al pueblo de la provincia de Huelva en el que vive el administrador, aunque se puede ir por autopista.